# Салаватська ТЕЦ
Салаватська ТЕЦ — теплова електростанція у Башкортостані.
Будівництво станції почалось в 1949 році. У 1951-му на майданчик надійшли дві вивезені з Німеччини турбіни та шість котлів. Втім, офіційно датою запуску ТЕЦ вважається 1953 рік, коли ввели в дію дві парові турбіни виробництва Ленінградського металічного заводу типу ПТ-25-90 потужністю по 25 МВт (станційні номери 3 та 4). Надалі ТЕЦ доповнили ще шістьома турбінами:
- однією від Уральського турбінного заводу типу ПТ-25-90 потужністю 25 МВт;
- однією виробництва Харківського турбогенераторного заводу типу Р-25-90 потужністю 25 МВт;
- трьома запущеними в 1958, 1963 та 1964 роках турбінами Ленінградського металічного заводу типу ПТ-60-90/13 потужністю по 60 МВт (номери 7, 9 та 10);
- однією введеною у 1959-му турбіною Уральського турбінного заводу типу Р-6-90/31 потужністю 6 МВт.

Обладнання могло проходити модернізацію, так, турбіни № 3 та № 4 були доведені до рівня ПТ-30-90.
В 1966-му загальна потужність ТЕЦ досягнула 304 МВт.
Роботу турбін забезпечували численні парові котли, з яких станом на початок 2010-х залишались шість випущених Таганрозьким котельним заводом котлів — один типу Е-230-100К продуктивністю 230 тонн пари на годину (запущений в 1956, станційний номер 9), два типу Е-220-100К продуктивністю по 220 тонн пари на годину (1958, номери 11 та 12) та три типу Е-220-100ГМ продуктивністю по 220 тонн пари на годину (введені 1963, 1964 та 1965 роках, номери 13 — 15). Є відомості, що вже виведений з експлуатації котел № 5, який став до ладу в 1954-му, також був постачений Таганрозьким котельним заводом.
Для збільшення теплової потужності ТЕЦ доповнили водогрійним обладнанням, зокрема, в 1982-му став до ладу водогрійний котел № 2 виробництва Бійського котельного заводу типу ПТВМ-180 продуктивністю 180 Гкал/год.
В 2009-му оголосили про підготовку до виводу з експлуатації турбіни № 6. А станом на початок 2011-го ТЕЦ мала електричну потужність у 245 МВт та теплову потужність 1027 Гкал/год, при цьому в роботі залишались турбіни № 3, № 4, № 7, № 8, № 9 та № 10.
Станом на середину 2010-х потужність ТЕЦ впала до 180 МВт, що забезпечували турбіни № 7, № 9 та № 10. При цьому водогрійний котел № 2 також був виведений з експлуатації у 2014 році.
ТЕЦ використовує природний газ. На момент спорудження станції його джерелом могло бути розташоване неподалік Ішимбаївське нафтове родовище, а надалі стала можливою подача ресурсу по газопроводах Шкапово — Ішимбай та Кумертау – Ішимбай. 
Видача продукції відбувається по ЛЕП, що працюють під напругою 110 кВ, 35 кВ та 6 кВ.